# Túbulo colector

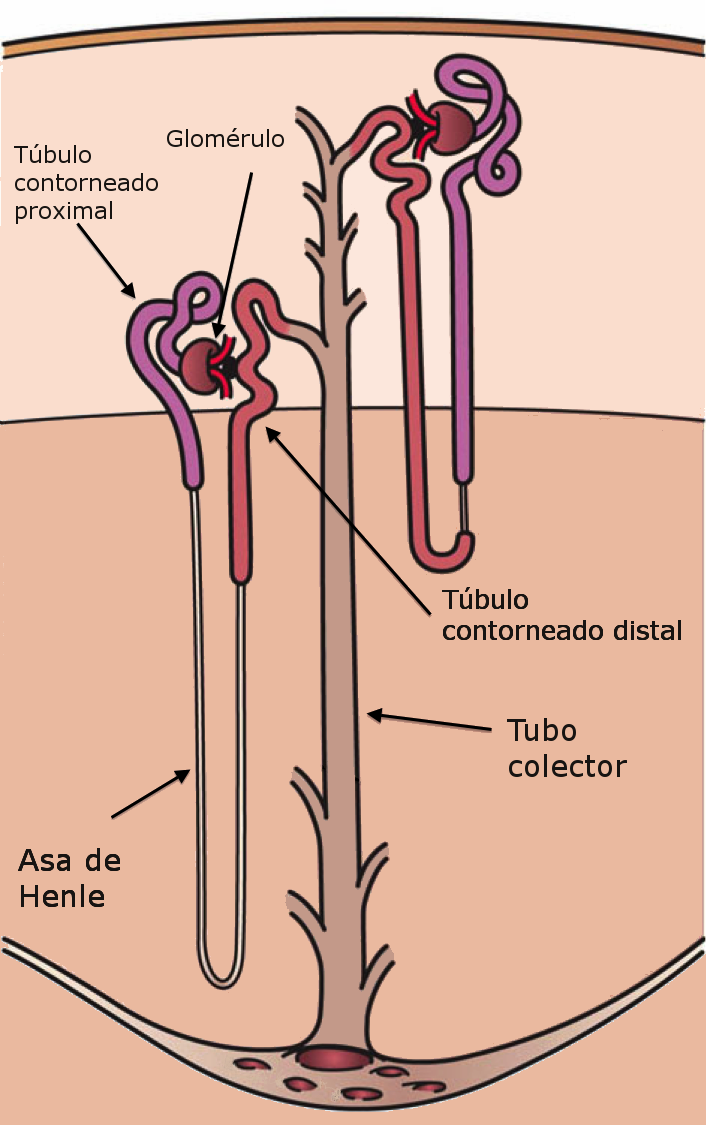
Esquema de la corteza y médula renal. El filtrado glomerular circula a través de los túbulos renales y drena en los túbulos colectores, concentrándose de forma progresiva gracias al fenómeno de reabsorción.

En anatomía, los túbulos colectores o tubos colectores, son un conjunto de conductos existentes en el riñón. Están formados por la unión de varios túbulos contorneados distales, procedentes de las unidades funcionales básicas del riñón, que reciben el nombre de nefronas.  Los túbulos colectores convergen entre sí y forman los conductos papilares que desembocan en los cálices menores del riñón.

## Función
A través de los túbulos colectores circula el filtrado glomerular que se concentra de forma progresiva hasta constituir la orina. En el túbulo colector la acción de la hormona antidiurética provoca una intensa reabsorción de agua hasta que el contenido tubular alcanza una concentración de 300 mOsm/Kg.

## Descripción
Los túbulos colectores renales parten de la corteza renal, donde reciben el nombre de conductos colectores corticales, avanzan hacia la médula renal, donde pasan a denominarse conductos colectores medulares, los cuales, prosiguen su recorrido hasta el vértice de la pirámide renal, donde confluyen en tubos más grandes llamados conductos papilares o de Bellini, los cuales desembocan en los cálices menores de la papila renal, en la zona conocida como área cribosa.